# Fournes-en-Weppes
Pour les articles homonymes, voir Fournes.
Fournes-en-Weppes est une commune française, située dans le département du Nord (59) en région Hauts-de-France. Elle fait partie de la Métropole européenne de Lille.

### Situation

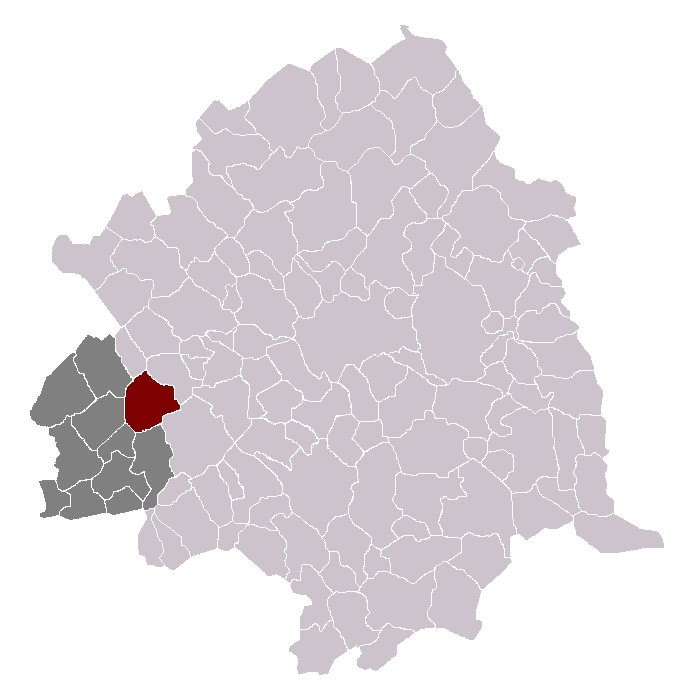
Fournes-en-Weppes dans son canton et son arrondissement.

## Géographie

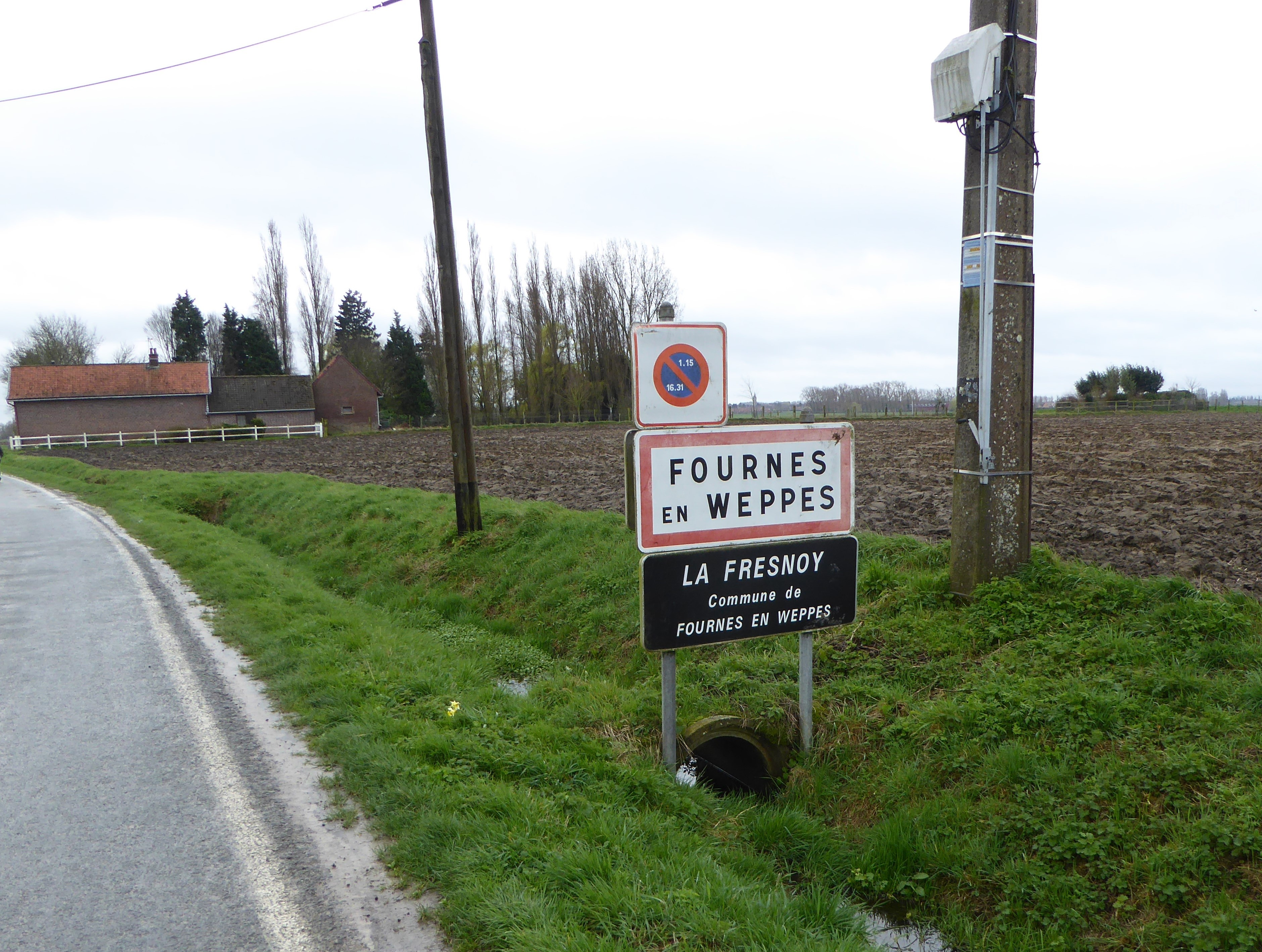
Entrée de Fournes-en-Weppes.

### Communes limitrophes
| Le Maisnil        |                    | Beaucamps-Ligny |
| Fromelles Herlies | Fournes-en-Weppes  |                 |
| Wicres            | Sainghin-en-Weppes | Wavrin          |

### Hydrographie
La commune est située dans le bassin Artois-Picardie. Elle est drainée par la Sotte Rue, le Beaucamps-Ligny et divers autres petits cours d'eau,.
La Libaude, d'une longueur de 10 km, prend sa source au sud de la commune  coule globalement du nord-est vers le sud-ouest et se jette  dans le Courant Saint-Martin et le Flot de Wingles au sud de la commune de Marquillies, après avoir traversé six communes. 

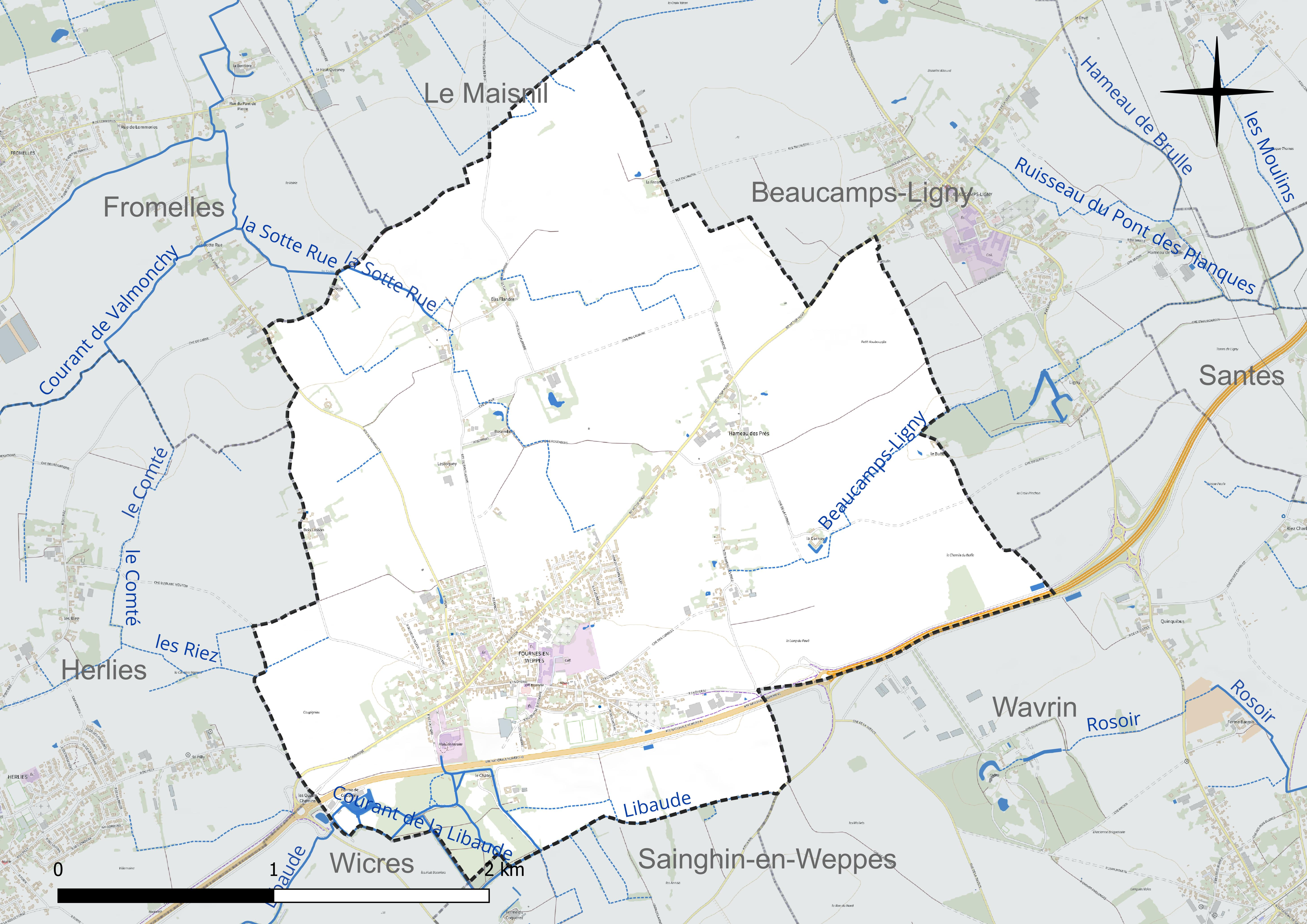
Réseau hydrographique de Fournes-en-Weppes.

### Climat
Pour des articles plus généraux, voir Climat des Hauts-de-France et Climat du Nord.
En 2010, le climat de la commune est de type climat océanique dégradé des plaines du Centre et du Nord, selon une étude du CNRS s'appuyant sur une série de données couvrant la période 1971-2000. En 2020, Météo-France publie une typologie des climats de la France métropolitaine dans laquelle la commune est exposée à un climat océanique et est dans la région climatique  Nord-est du bassin Parisien, caractérisée par un ensoleillement médiocre, une pluviométrie moyenne régulièrement répartie au cours de l'année et un hiver froid (3 °C). 
Pour la période 1971-2000, la température annuelle moyenne est de 10,5 °C, avec une amplitude thermique annuelle de 14,1 °C. Le cumul annuel moyen de précipitations est de 686 mm, avec 11,7 jours de précipitations en janvier et 9,2 jours en juillet. Pour la période 1991-2020, la température moyenne annuelle observée sur la station météorologique la plus proche, située sur la commune de Lesquin à 16 km à vol d'oiseau, est de 11,3 °C et le cumul annuel moyen de précipitations est de 740,0 mm,. Pour l'avenir, les paramètres climatiques de la commune estimés pour 2050 selon différents scénarios d'émission de gaz à effet de serre sont consultables sur un site dédié publié par Météo-France en novembre 2022.

## Urbanisme

### Typologie
Au 1er janvier 2024, Fournes-en-Weppes est catégorisée ceinture urbaine, selon la nouvelle grille communale de densité à sept niveaux définie par l'Insee en 2022.
Elle appartient à l'unité urbaine de Fournes-en-Weppes, une unité urbaine monocommunale constituant une ville isolée,. Par ailleurs la commune fait partie de l'aire d'attraction de Lille (partie française), dont elle est une commune de la couronne,. Cette aire, qui regroupe 201 communes, est catégorisée dans les aires de 700 000 habitants ou plus (hors Paris),.

### Occupation des sols
L'occupation des sols de la commune, telle qu'elle ressort de la base de données européenne d'occupation biophysique des sols Corine Land Cover (CLC), est marquée par l'importance des territoires agricoles (87,6 % en 2018), en diminution par rapport à 1990 (90,8 %). La répartition détaillée en 2018 est la suivante :
terres arables (82,3 %), zones urbanisées (9,5 %), zones agricoles hétérogènes (5,3 %), forêts (2,9 %). L'évolution de l'occupation des sols de la commune et de ses infrastructures peut être observée sur les différentes représentations cartographiques du territoire : la carte de Cassini (XVIIIe siècle), la carte d'état-major (1820-1866) et les cartes ou photos aériennes de l'IGN pour la période actuelle (1950 à aujourd'hui).

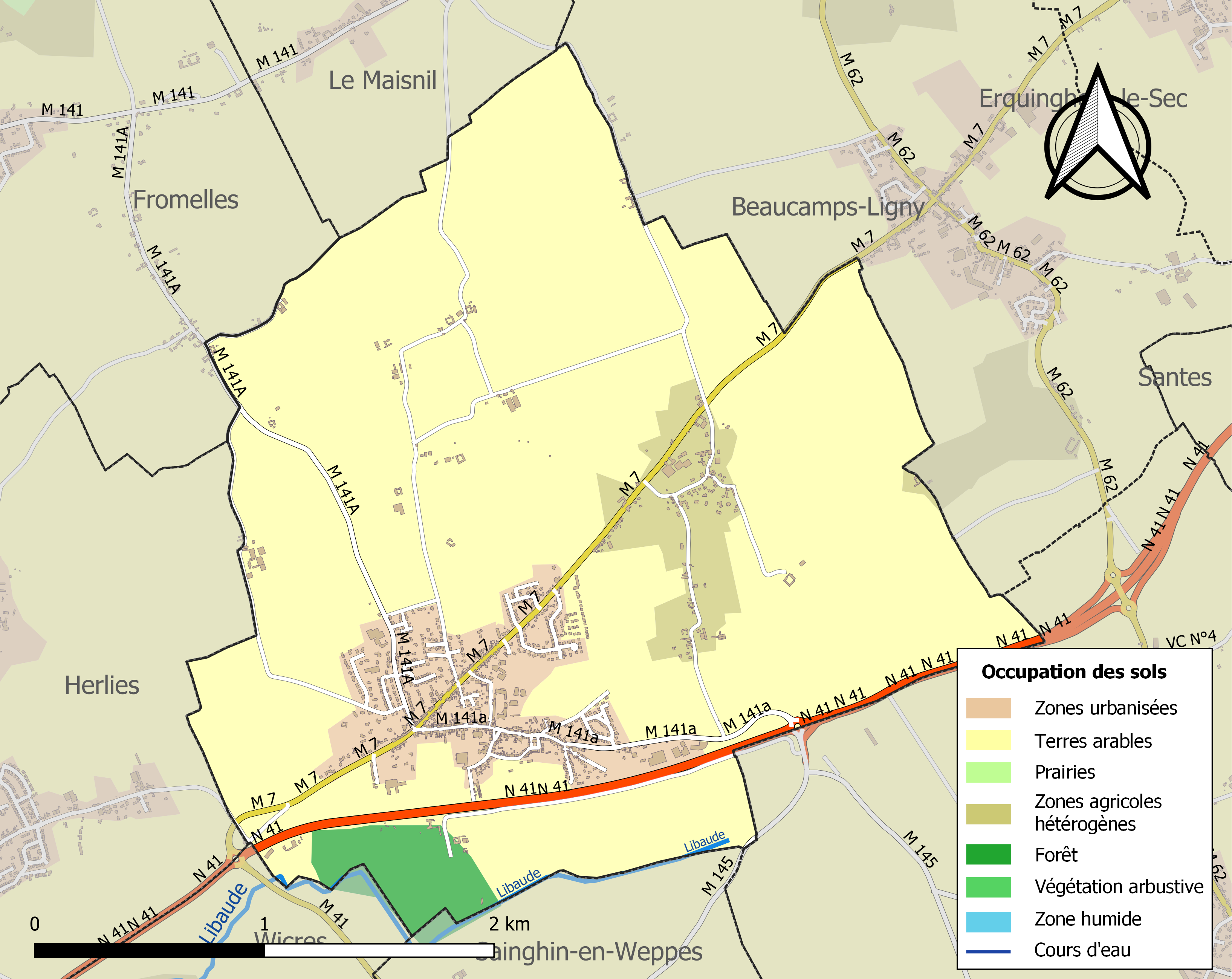
Carte des infrastructures et de l'occupation des sols de la commune en 2018 (CLC).

### Voies de communication et transports
La commune est desservie, en 2023, par les lignes 64, 236, 919, 928, 929, 931, 933, 934, 935 et par les lignes de transport à la demande 22R, 25R, 28R et 64R du réseau Ilévia.

## Toponymie
Fornis (1033, 1142), Furnis (1046), Fornes (1178, 1193, 1215, 1216, 1218) ; Fournes (1218)[réf. nécessaire].
Le nom de Fournes vient du latin furnus (« four »), furnis (« aux fours »).
La commune est située dans le pays de Weppes, appelé aussi « Les Weppes » ou « La Weppe », et autrefois « Quartier des Weppes », un léger relief d'allongement sud-nord développé dans le substrat sableux (landénien) et argileux (yprésien). Situé à l'ouest et au sud-ouest de Lille, entre deux affluents de la rive gauche de l'Escaut, la Lys et la Deûle (canalisée). Le pays de Weppes est situé en Flandre française, et plus exactement en Flandre romane.

## Histoire

### Avant 1789
Fournes était le siège d'une seigneurie avant la Révolution française.
Mentionné en 1046, l'église de Fournes est donnée à l'abbaye de Saint-André. Fournes dépend ensuite de la seigneurie de Wavrin. D'autres maisons dynastiques suivent.
Robert d'Englos est seigneur de Fournes au tournant du XVe siècle. Sa fille Marie prend pour mari Robert Petitpas, bourgeois de Lille en 1377, bailli de Capinghem, juge rentier au chapitre de Lille en 1399, auditeur au souverain bailliage de Lille en 1416, fils de Pierre Petitpas et de Jeanne Godin.
La seigneurie de Fournes a longtemps été détenue par une famille Rouvroy à partir du XVIIe siècle. Au XVIIIe siècle, la famille Rouvroy s'allie avec une autre grande famille présente sur Fournes : les Hespel, détenteur entre autres du fief de Lestocquoy sur Fournes (voir ci-dessous).
Jacques Rouvroy (1646-1731), est seigneur de Fournes. Fils de Pierre, marchand, bourgeois de Lille, et de Michelle Cardon, il est baptisé à Lille le 7 mai 1646, est receveur de l'hôpital de la présentation Notre-Dame (Hospice Comtesse) à Lille de 1689 à 1692, bourgeois de Lille le 11 septembre 1681, puis devient trésorier de France au bureau de la généralité de Lille le 30 janvier 1693; il se démet de la fonction en faveur de son fils le 10 mai 1721. Il meurt le 31 octobre 1731, à l'âge de 85 ans, est inhumé dans l'église Saint-Maurice de Lille. Il épouse Marie-Madeleine Aronio (1655-1710), fille de Jean-Augustin, natif de Gênes, bourgeois de Lille et de Marie-Madeleine Tesson. Elle est baptisée le 8 avril 1655 et meurt le 7 mai 1710, est inhumée aux côtés de son mari,.
Jacques-François-Alexandre Rouvroy (1697-1776), chevalier, seigneur de Fournes, Capinghem, Treupignies ou Trepignies, est le fils de Jacques. Il nait à Lille le 3 mai 1697, devient bourgeois de Lille le 21 mars 1731, succède à son père dans le poste de trésorier de France au bureau de la généralité de Lille le 3 juillet 1721, exerce la charge plus de vingt ans jusqu'au 22 juin 1754, ce qui lui vaut l'anoblissement pour lui et sa descendance. Il meurt à Lille le 13 février 1776, à 78 ans, est inhumé dans l'église Saint-Maurice de Lille. Il épouse à Lille le 22 janvier 1731 Marie-Claire-Joseph-Bonne Jacops, fille de Martin, écuyer, seigneur d'Ascq, Rocques, Tereumbecque, bourgeois de Lille, et de Marie-Albertine Diedeman de la Riandrie. Elle est baptisée à Lille le 8 mars 1706 et meurt le 28 octobre 1781, à 75 ans, ou le 28 octobre 1787, à 81 ans.
Albert Joseph de Rouvroy de Fournes (1768-1841), baron de Fournes, puis comte, est le petit-fils de Jacques-François-Alexandre.
Louis-Charles-Léon de Rouvroy de Fournes (1793-1855), comte de Fournes, fils d'Albert-Joseph, nait à Bruxelles le 27 novembre 1793, meurt à Fournes le 3 septembre 1855.
Outre la seigneurie de Fournes, des fiefs situés sur la commune actuelle donnaient également le titre de seigneur à leur possesseur.
Ainsi, Rosimbos  était un fief sur Fournes. Jean de Rosimbos et son frère Pierre, de la commune actuelle de Fournes-en-Weppes, ont combattu et trouvé la mort à la bataille d'Azincourt en 1415.
Lestoquoy était un autre fief qui appartenait à une lignée importante dans la région: la Famille d'Hespel.
Pierre-Clément Hespel (1660-1723) est seigneur d'Hocron (sur Sainghin-en-Weppes) et Lestocquoy sur Fournes. Fils de François-Séraphin-Hespel, écuyer, seigneur de La Vallée (sur Wavrin), bourgeois de Lille, licencié es lois, greffier des États de Lille, grand bailli de Comines, et de Marie-Hippolyte Vandenberghe, il est baptisé à Lille le 19 janvier 1660. Il devient bourgeois de Lille le 25 octobre 1685, receveur de la Présentation Notre-Dame de 1693 à 1736 et décède le 28 mars 1763, à l'âge de 83 ans, enterré au chœur de l'église Sainte-Marie-Madeleine de Lille. Il obtient des lettres de terrier données à Douai le 9 septembre 1724 pour ses terres d'Hocron et Lestocquoy à Fournes, dans la châtellenie de Lille, dont relevaient plusieurs fiefs. Il épouse à Lille le 29 mai 1685 Marguerite-Henriette Fruict, fille de Gilles, seigneur de Frémicourt et de Catherine Jacops, morte le 7 août 1736, et enterrée aux religieuses capucines de Lille.
Gilles-Joseph Hespel (1686-1743), fils de Pierre-Clément, écuyer, est seigneur de Lestoquoy après son père. Il est baptisé à Lille le 25 février 1686, devient bourgeois de Lille le 6 août 1716, échevin de Lille, puis 4 fois rewart (chargé de la police), et 7 fois mayeur (maire). Il meurt le 7 août 1743, est enterré dans l'église de La Madeleine. Il prend pour femme à Lille le 24 mai 1716 Marie-Thérèse Imbert, fille de Jacques, écuyer, seigneur d'Hem, et de Marie-Joseph Taviel, née le 9 septembre 1688, décédée le 24 mars 1736.
Ferdinand-Ignace Hespel (1690-1762), frère de Gilles-Joseph, fils de Pierre-Clément, est seigneur de Lestocquoy. Baptisé à Lille le 12 juin 1690, il devient bourgeois de Lille le 14 octobre 1723, te receveur (comptable) des Bapaumes. Il meurt à Lille le 23 novembre 1762. Il prend pour femme à Lille le 15 septembre 1723 Marie-Élisabeth de Fourmestraux (1701-1780), fille de Pierre-François de Fourmestraux, écuyer, seigneur du Chastel, de Fomart, bourgeois de Lille, échevin de Lille et de Marie Anne Bave. L'épouse est baptisée à Lille le 16 juillet 1701 et y meurt le 3 janvier 1780, à l'âge de 78 ans,.

### Depuis 1789
Octave-Edmond d'Hespel (1876-1943), comte d'Hespel, est le fils de Christian-Adalbert d'Hespel, comte d'Hespel et de Marie-Lydie-Élisa Lebon. Il nait à Fournes le 26 décembre 1876, est maire de Fournes de 1904 à 1935. Il épouse à Paris le 13 juillet 1904 Jeanne de Pechpeyrou-Comminges de Guitaut, née le 29 octobre 1882, fille d'Athanase-Charles-François, marquis d'Époisses et de Louise de Soult de Dalmatie, petite-fille de Napoléon-Hector Soult de Dalmatie.
Les comtes d'Hespel habitent le château de Fournes, qui abrite leurs archives.
Jusqu'en 1948, la commune se nommait Fournes puis devint Fournes-en-Weppes.

### Première Guerre mondiale
Dès octobre 1914, Fournes-en-Weppes est occupée par l'armée allemande. Située à l'arrière du front stabilisé entre Aubers et Fromelles, la commune devient un village de garnison. Le train "Michon" y ramène quotidiennement les blessés et les morts, illustrant l'intensité des combats dans la région.
Les habitants, confrontés aux bombardements répétés, évacuent un village en ruines. Ils ne reviennent qu'à la fin de la guerre. Pendant l'occupation, les Allemands établissent un cimetière militaire près du village, où sont inhumés 1 916 soldats allemands et cinq soldats français. Parmi eux, 1 739 Allemands reposent dans des tombes individuelles, tandis que 177 sont enterrés dans trois fosses communes.
Le château du comte d'Hespel, réquisitionné par les troupes britanniques à la fin du conflit, est accidentellement détruit par un incendie.

## Héraldique
|  | Les armes de Fournes-en-Weppes se blasonnent ainsi : « Bandé d'argent et de gueules ». |

## Politique et administration

### Liste des maires
Maire en 1807 : Delefosse.
Maire en 1881 : Behague.
| Période                                  | Période   | Identité              | Étiquette | Qualité                  |
| ---------------------------------------- | --------- | --------------------- | --------- | ------------------------ |
| Les données manquantes sont à compléter. |           |                       |           |                          |
| 1900                                     | 1904      | Eugène Joseph Gombert |           |                          |
| 1904                                     | 1935      | Octave d'Hespel       |           |                          |
| 12 mai 1935                              | ?         | M. Dugrain            |           |                          |
| Les données manquantes sont à compléter. |           |                       |           |                          |
| ?                                        | ?         | Albert Delerue        |           |                          |
| mars 1983                                | juin 1995 | Charles Masson        |           | Médecin                  |
| juin 1995                                | mai 2020  | Daniel Herbaut        | DVD       | Cadre administratif      |
| mai 2020                                 | En cours  | Marie-Jo Kramarz      | DVC       | Cadre financier retraité |

### Instances judiciaires et administratives
La commune relève du tribunal d'instance de Lille, du tribunal de grande instance de Lille, de la cour d'appel de Douai, du tribunal pour enfants de Lille, du tribunal de commerce de Tourcoing, du tribunal administratif de Lille et de la cour administrative d'appel de Douai.

## Population et société

### Démographie

#### Évolution démographique
L'évolution du nombre d'habitants est connue à travers les recensements de la population effectués dans la commune depuis 1793. Pour les communes de moins de 10 000 habitants, une enquête de recensement portant sur toute la population est réalisée tous les cinq ans, les populations de référence des années intermédiaires étant quant à elles estimées par interpolation ou extrapolation. Pour la commune, le premier recensement exhaustif entrant dans le cadre du nouveau dispositif a été réalisé en 2004.

En 2022, la commune comptait 2 167 habitants, en évolution de −2,21 % par rapport à 2016 (Nord : +0,51 %, France hors Mayotte : +2,11 %).
| 1793  | 1800  | 1806  | 1821  | 1831  | 1836  | 1841  | 1846  | 1851  |
| ----- | ----- | ----- | ----- | ----- | ----- | ----- | ----- | ----- |
| 1 322 | 1 392 | 1 392 | 1 365 | 1 385 | 1 437 | 1 431 | 1 391 | 1 488 |

| 1856  | 1861  | 1866  | 1872  | 1876  | 1881  | 1886  | 1891  | 1896  |
| ----- | ----- | ----- | ----- | ----- | ----- | ----- | ----- | ----- |
| 1 514 | 1 548 | 1 630 | 1 506 | 1 674 | 1 734 | 1 804 | 1 839 | 1 838 |

| 1901  | 1906  | 1911  | 1921  | 1926  | 1931  | 1936  | 1946  | 1954  |
| ----- | ----- | ----- | ----- | ----- | ----- | ----- | ----- | ----- |
| 1 883 | 1 789 | 1 929 | 1 605 | 1 785 | 1 769 | 1 651 | 1 176 | 1 276 |

| 1962  | 1968  | 1975  | 1982  | 1990  | 1999  | 2004  | 2006  | 2009  |
| ----- | ----- | ----- | ----- | ----- | ----- | ----- | ----- | ----- |
| 1 409 | 1 455 | 1 394 | 1 740 | 1 925 | 2 009 | 1 996 | 1 945 | 2 008 |

| 2014  | 2019  | 2022  | - | - | - | - | - | - |
| ----- | ----- | ----- | - | - | - | - | - | - |
| 2 164 | 2 231 | 2 167 | - | - | - | - | - | - |

#### Pyramide des âges
La population de la commune est relativement jeune.
En 2018, le taux de personnes d'un âge inférieur à 30 ans s'élève à 31,8 %, soit en dessous de la moyenne départementale (39,5 %). À l'inverse, le taux de personnes d'âge supérieur à 60 ans est de 27,5 % la même année, alors qu'il est de 22,5 % au niveau départemental.
En 2018, la commune comptait 1 085 hommes pour 1 140 femmes, soit un taux de 51,24 % de femmes, légèrement inférieur au taux départemental (51,77 %).
Les pyramides des âges de la commune et du département s'établissent comme suit.
| Hommes | Classe d’âge | Femmes |
| ------ | ------------ | ------ |
| 0,7    | 90 ou +      | 2,4    |
| 5,9    | 75-89 ans    | 8,9    |
| 18,7   | 60-74 ans    | 18,3   |
| 20,5   | 45-59 ans    | 21,2   |
| 20,7   | 30-44 ans    | 19,0   |
| 12,2   | 15-29 ans    | 12,4   |
| 21,2   | 0-14 ans     | 17,8   |

| Hommes | Classe d’âge | Femmes |
| ------ | ------------ | ------ |
| 0,5    | 90 ou +      | 1,4    |
| 5,3    | 75-89 ans    | 8,1    |
| 14,8   | 60-74 ans    | 16,2   |
| 19,1   | 45-59 ans    | 18,4   |
| 19,5   | 30-44 ans    | 18,7   |
| 20,7   | 15-29 ans    | 19,1   |
| 20,2   | 0-14 ans     | 18     |

### Enseignement
- École primaire privée Jeanne d'Arc
- École primaire publique du Clos d'Hespel

## Lieux et monuments

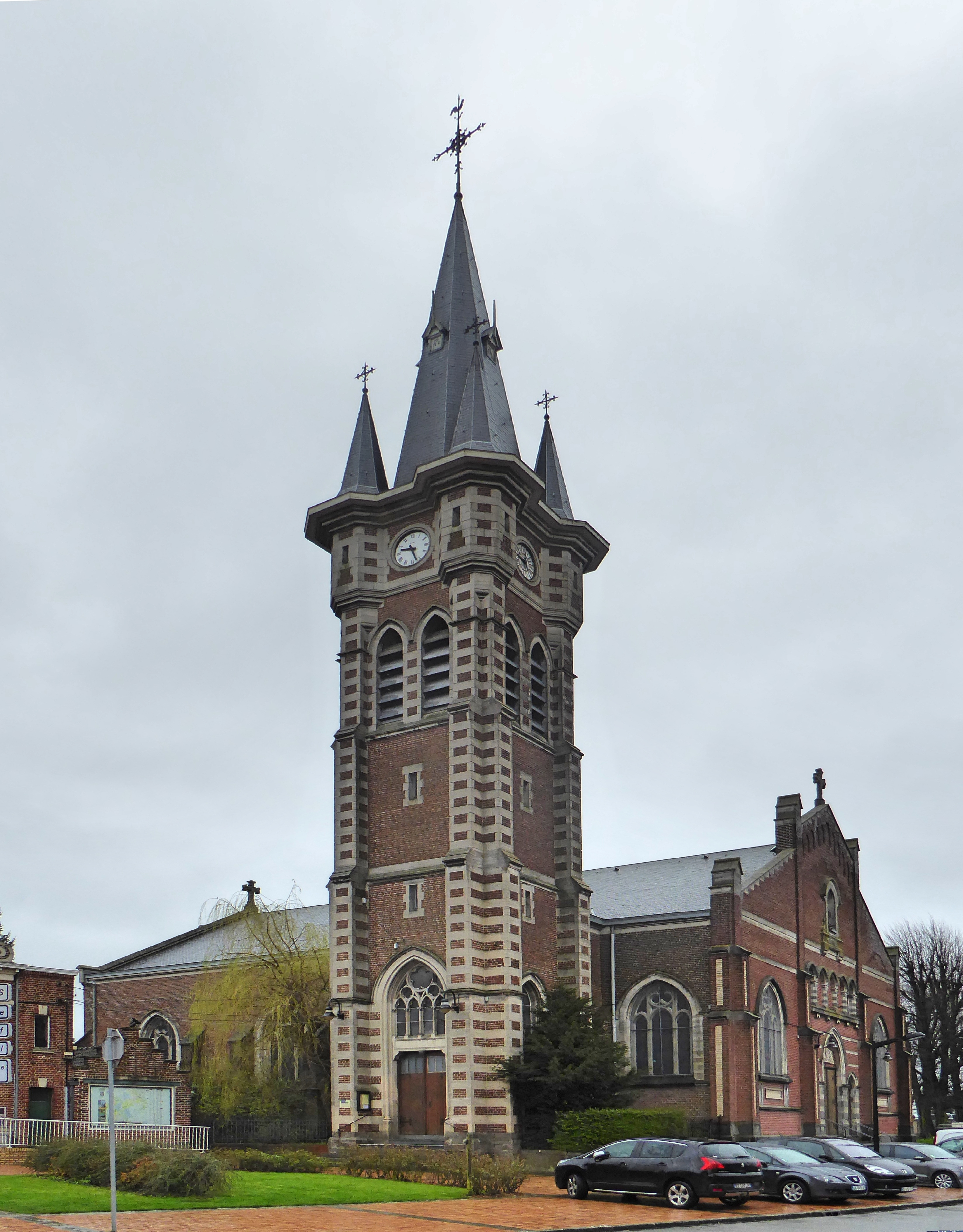
Fournes-en-Weppes L'église de La-Nativité-de-Notre-Dame

- L'église de La-Nativité-de-Notre-Dame. Édifiée au Moyen Âge, elle a été plusieurs fois reconstruite et modifiée entre le XVIe siècle et le début du XXe siècle. Elle renferme notamment deux toiles monumentales du peintre Eugène Nys réalisées en 1934 et 1935 (Victoire de la Croix et Consolation d'une famille) et un ensemble de verrières réalisé par le maître-verrier lillois Pierre Turpin au début des années 1930 (inscrites à l'inventaire des monuments historiques en 2002).
- La chapelle du Calvaire et le Christ de Rosembois, bois polychrome qui provient de l'ancien couvent des récollets de Rosembois aujourd'hui détruit.

## Personnalités liées à la commune
- Albert Joseph de Rouvroy de Fournes (1768-1841), baron de Fournes, puis comte, est le petit-fils de Jacques-François-Alexandre, militaire français des XVIIIe et XIXe siècles, officier supérieur du Premier Empire.
- François-Marie Raoult (1830-1901), chimiste et physicien
- Jean-Marie Loret (1918-1985), se disant fils naturel d'Adolf Hitler dont le régiment a cantonné dans la région lors de la Première Guerre mondiale.
- Maxence Cappelle alias e-dison (1991-2020), vidéaste qui était connu pour ses vidéos présentant des gadgets insolites et des expériences autour de thématiques scientifiques et à visée sensationnelle sur la plateforme YouTube. Décédé le 28 juillet 2020[46].